# أندرو يانغ
أندرو يانغ (بالصينية: 楊念祖) هو سياسي تايواني، ولد في 15 مايو 1955 بتايبيه في تايوان.